# Gloucester Road (London Underground)

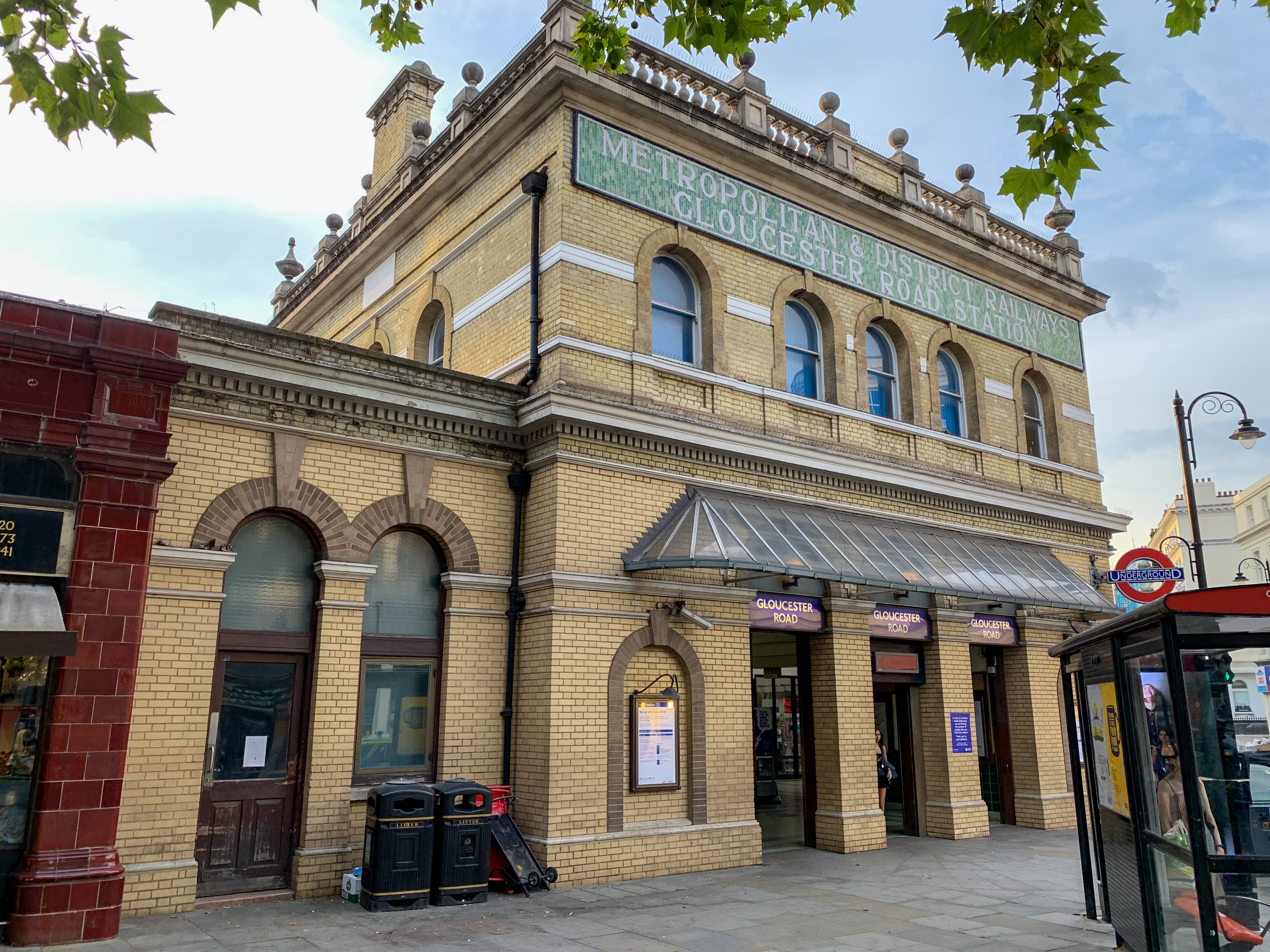
Stationsgebäude der District Line

Gloucester Road ist eine Station der London Underground im Stadtbezirk Royal Borough of Kensington and Chelsea. Sie liegt in der Travelcard-Tarifzone 1, an der Kreuzung von Gloucester Road und Cromwell Road. Im Jahr 2014 nutzten 11,96 Millionen Fahrgäste die Station. In der Nähe befindet sich das Baden-Powell House.

## Anlage
Bedient wird die Station einerseits durch die Circle Line und die District Line, die in diesem Bereich unmittelbar unter der Erdoberfläche verkehren, andererseits durch die Piccadilly Line, deren Bahnsteige sich in einem tief liegenden Tunnel befinden.
Es gibt zwei verschiedene Stationsgebäude an der Cromwell Road, die im Auftrag unterschiedlicher Bahngesellschaften errichtet wurden. Die ältere entstand 1868 und besteht aus handgefertigten gelblich-braunen Ziegelsteinen. Es besitzt zwei Geschosse, fünf Fensterbögen und steinerne Balustraden. Das jüngere Gebäude entstand 1906 unter der Leitung des Architekten Leslie Green, der für die gesamte Piccadilly Line einen einheitlichen Stil verwendete. Typische Merkmale sind die blutroten glasierten Terrakotta-Ziegel, große halbrunde Fenster im oberen Stockwerk und gezahnte Gesimse. Beide Gebäude stehen seit 1984 unter Denkmalschutz (Grade II).

## Geschichte

### District/Circle Line
Die Eröffnung der Station erfolgte am 1. Oktober 1868 unter der Bezeichnung Brompton (Gloucester Road) durch die Metropolitan Railway (MR), die Vorgängergesellschaft der Metropolitan Line, als vorübergehende Endstation des von Paddington aus hierhin führenden Streckenabschnitts. Am 24. Dezember desselben Jahres verlängerte die MR ihre Gleise weiter nach South Kensington, wo sie auf den ersten Abschnitt der Metropolitan District Railway (MDR, Vorgängergesellschaft der District Line) trafen. Die Station Gloucester Road erhielt vier Gleise, über die sich ein verglastes elliptisches Eisendach spannte. Am östlichen Ende entstand ein Stationsgebäude aus Ziegeln und mit Bogenfenstern. Zu Beginn ließ die MR Züge über die Gleise beider Gesellschaften verkehren.
Seit den 1840er Jahren hatte sich die Bebauung von Belgravia aus allmählich in Richtung Westen ausgedehnt, doch zum Zeitpunkt des Streckenbaus lagen in der Umgebung der Station überwiegend Nutzgärten. Der Bau der U-Bahn bewog die Grundstückbesitzer dazu, die Cromwell Road westwärts zu verlängern, und die Eröffnung der Station regte einen Wohnbauboom an.

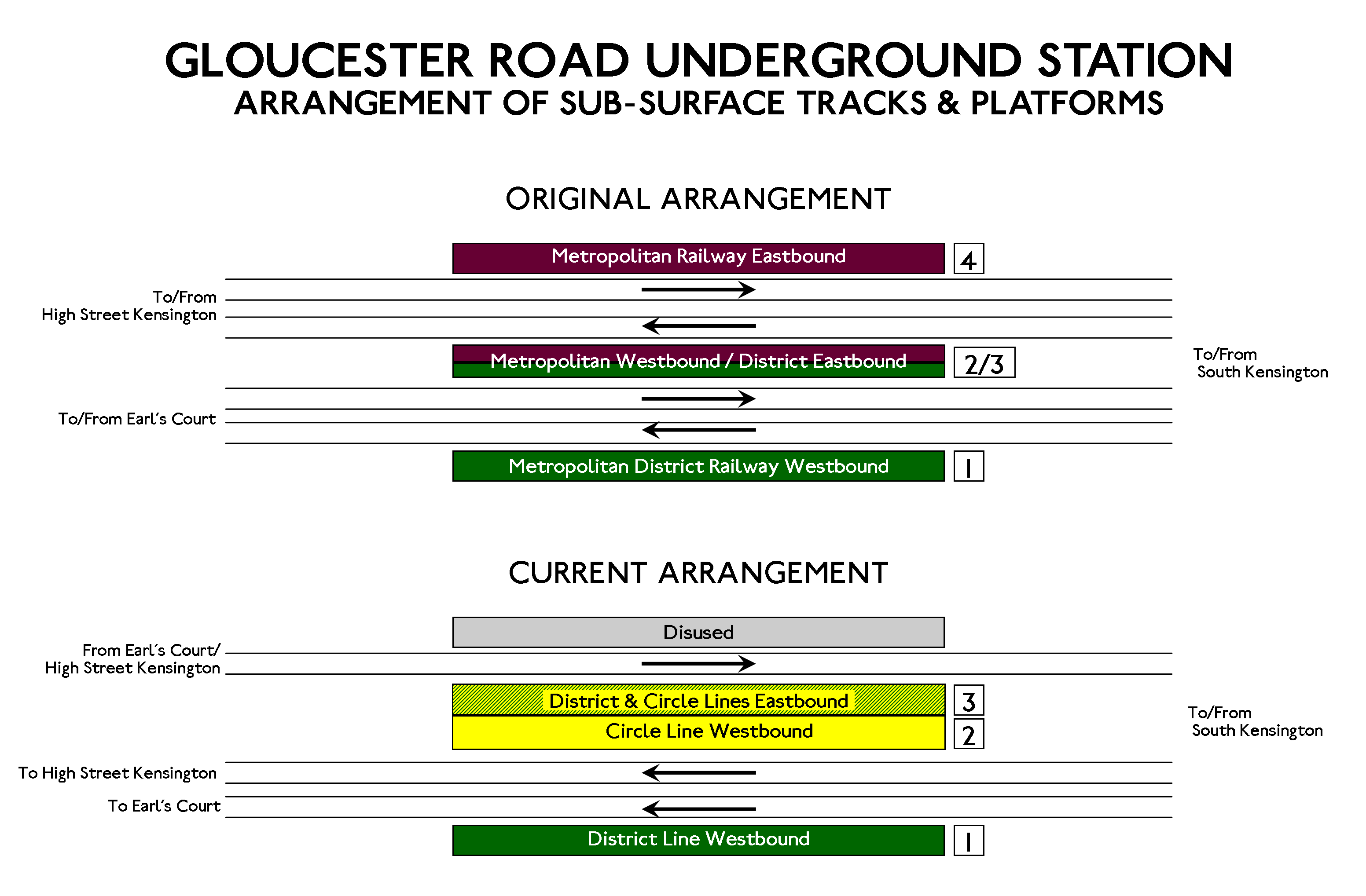
Ursprünglicher und heutiger Gleisplan

Die MDR eröffnete am 12. April 1869 eine südwestwärts führende Verlängerung von Gloucester Road nach West Brompton. Damals gab es noch keine Zwischenstation – Earl’s Court wurde erst 1871 eröffnet – und zwischen beiden Stationen verkehrte zunächst ein Pendelzug. Am 1. August 1870 nahm die MDR nahm die zusätzliche Gleise zwischen Gloucester Road und South Kensington in Betrieb und die Züge verkehrten durchgehend nach West Brompton. Seit 1949 wird die Circle Line als eigenständige Linie betrachtet, während die Metropolitan Line zurückgezogen wurde. Am 25. April 1957 wurde in der Station die polnische Widerstandskämpferin Teresa Łubieńska überfallen und tödlich verletzt.
In den 1970er Jahren erfolgte ein Umbau. Der ostwärts führende Bahnsteig der Circle Line wurde stillgelegt und die Gleisanlagen so geändert, dass man das westwärts führende Gleis der Circle Line entfernen und den Inselbahnsteig verbreitern konnte. In Richtung Osten halten sowohl die Circle Line als auch die District Line an der Nordseite des Inselbahnsteigs. Der stillgelegte Bahnsteig wird für Kunstinstallationen im Rahmen des Kulturprogramms Art on the Underground genutzt, die häufig in die Aussparungen der aus Ziegelsteinen bestehenden Stützmauer platziert werden. In den 1990er Jahren entstand über den Gleisen der District und Circle ein Zwischengeschoss mit Läden und Wohnungen.

### Piccadilly Line

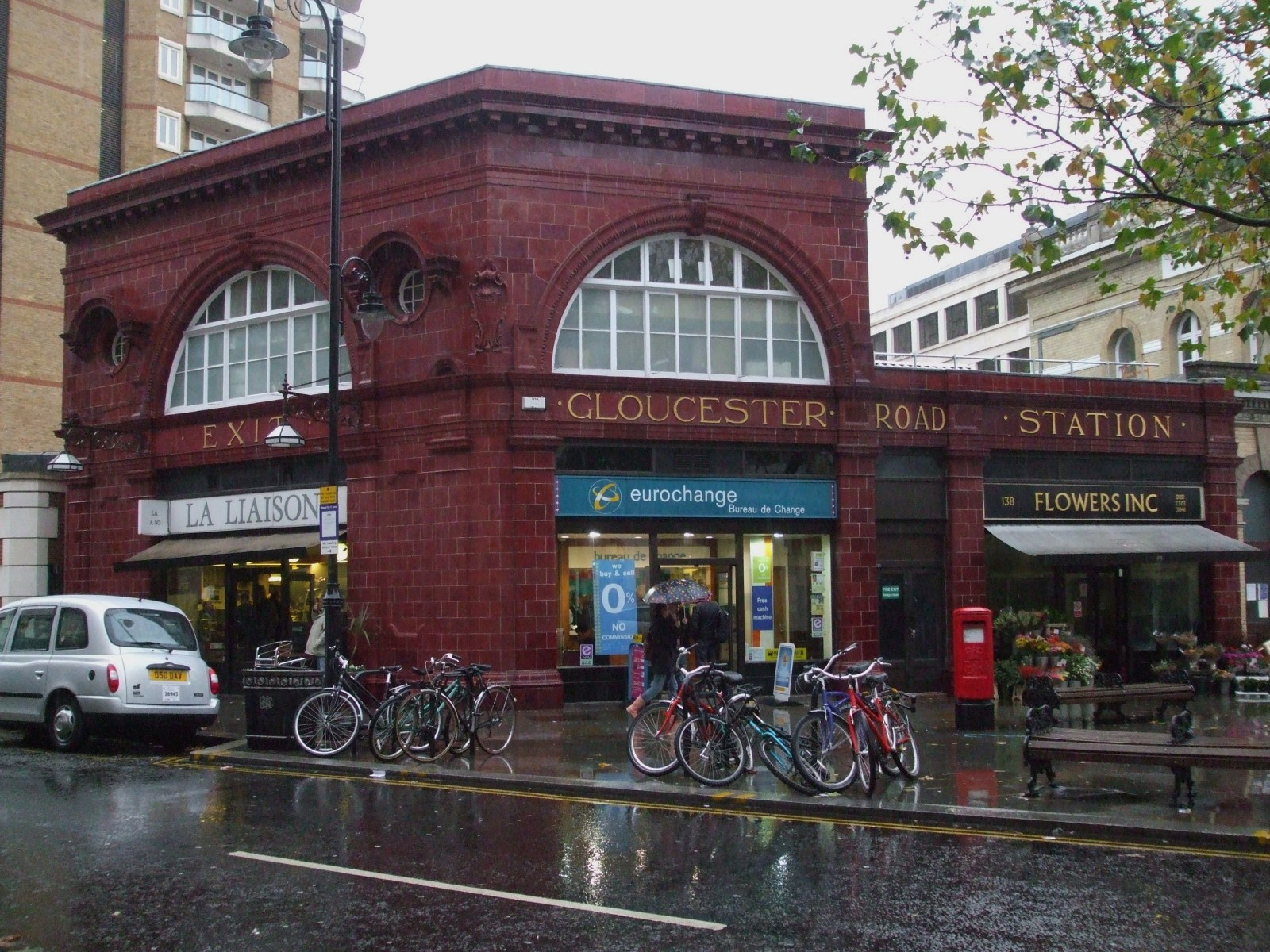
Stationsgebäude der Piccadilly Line

Um die Jahrhundertwende war der südliche Teil der Ringstrecke überlastet. Aus diesem Grund plante die MDR den Bau von Tunnelröhren für Expresszüge zwischen Gloucester Road und Mansion House. Sie sollten 18 bis 21 Meter unter den bestehenden Gleisen verlaufen, mit nur einer Zwischenstation bei Charing Cross. 1897 erteilte das Parlament die Genehmigung, doch Bauarbeiten unterblieben. 1898 übernahm die MDR die Brompton and Piccadilly Circus Railway (B&PCR), die eine U-Bahn zwischen South Kensington und dem Piccadilly Circus plante. Weiterhin gab es keine Bautätigkeit.
Nach der Übernahme der MDR durch die Underground Electric Railways Company of London (UERL) im Jahr 1902 wurden die verschiedenen Tunnelprojekte zusammengelegt. Die Great Northern, Piccadilly and Brompton Railway (heutige Piccadilly Line), eine Tochtergesellschaft der UERL, eröffnete am 15. Dezember 1906 neue Tunnelbahnsteige an der Strecke Hammersmith – Finsbury Park. 1907 erhielt die Station ihren heutigen Namen. Vom 30. August 1987 bis zum 21. Mai 1989 waren die Tunnelbahnsteige geschlossen, um umfangreiche Renovierungs- und Umbauarbeiten durchführen zu können.